# 10304 Iwaki
10304 Iwaki (1989 SY) là một tiểu hành tinh vành đai chính được phát hiện ngày 30 tháng 9 năm 1989 bởi K. Endate và K. Watanabe ở Kitami.